# 신용 창출
신용 창출, 화폐 창출 또는 화폐 발행은 국가, 경제 또는 통화 지역의 통화량이 증가하는 과정이다. 대부분의 현대 경제에서는 중앙은행과 상업은행이 화폐를 창출한다. 중앙은행이 발행하는 화폐를 본원통화라고 한다. 중앙은행은 공개시장운영을 통해 직접적으로 기본화폐량을 늘릴 수 있다. 그러나 화폐 공급의 대부분은 은행 예금 형태로 상업 은행 시스템에 의해 생성된다. 부분지급준비은행을 운영하는 상업은행이 발행한 은행대출은 중앙은행이 발행한 기본통화의 원래 금액보다 더 많은 양의 통화를 확대한다.
중앙은행은 현금과 은행 예금으로 구성된 화폐 총계를 측정하여 경제 내 화폐의 양을 모니터링한다. 화폐 총량이 증가할 때 화폐 창출이 발생한다. 중앙은행 및 기타 은행 규제 기관을 포함한 정부 당국은 주로 단기 이자율을 설정하는 다양한 정책을 사용하여 상업 은행이 창출하는 광범위한 화폐의 양에 영향을 미칠 수 있다.

## 같이 보기
- 실물화폐
- 불환지폐
- 재정 정책
- 금본위제
- 화폐사
- 화폐주조세